# 網誌作者
一般是指經營部落格（英語：Blog）的人。撰寫的內容不拘，也沒有文章量或是人氣程度的限制。

## 概述
只要於痞客邦、隨意窩 Xuite日誌、Blogger等免費BSP網誌平台註冊帳戶，或使用WordPress系統自架網站，又或者在微信公眾號、知乎、百家號、Bilibili專欄發文等就是一名「部落客」，除了一部份人寫興趣外，依工作型態可分為全職部落客與兼職部落客；依主題又可分為美食部落客、旅遊部落客、親子部落客、美妝部落客、3C部落客等等，與YouTuber、IG 用戶、臉書 用戶、網紅、直播主、Up主等同屬於自媒體的一種。